# HD173406
HD173406 — хімічно пекулярна зоря спектрального класу B9, що має видиму зоряну величину в смузі V приблизно  7,4.
Вона  розташована на відстані близько 695,4 світлових років від Сонця.

## Пекулярний хімічний склад
Зоряна атмосфера HD173406 має підвищений вміст 
Si
.